# Szubtraktív színkeverés

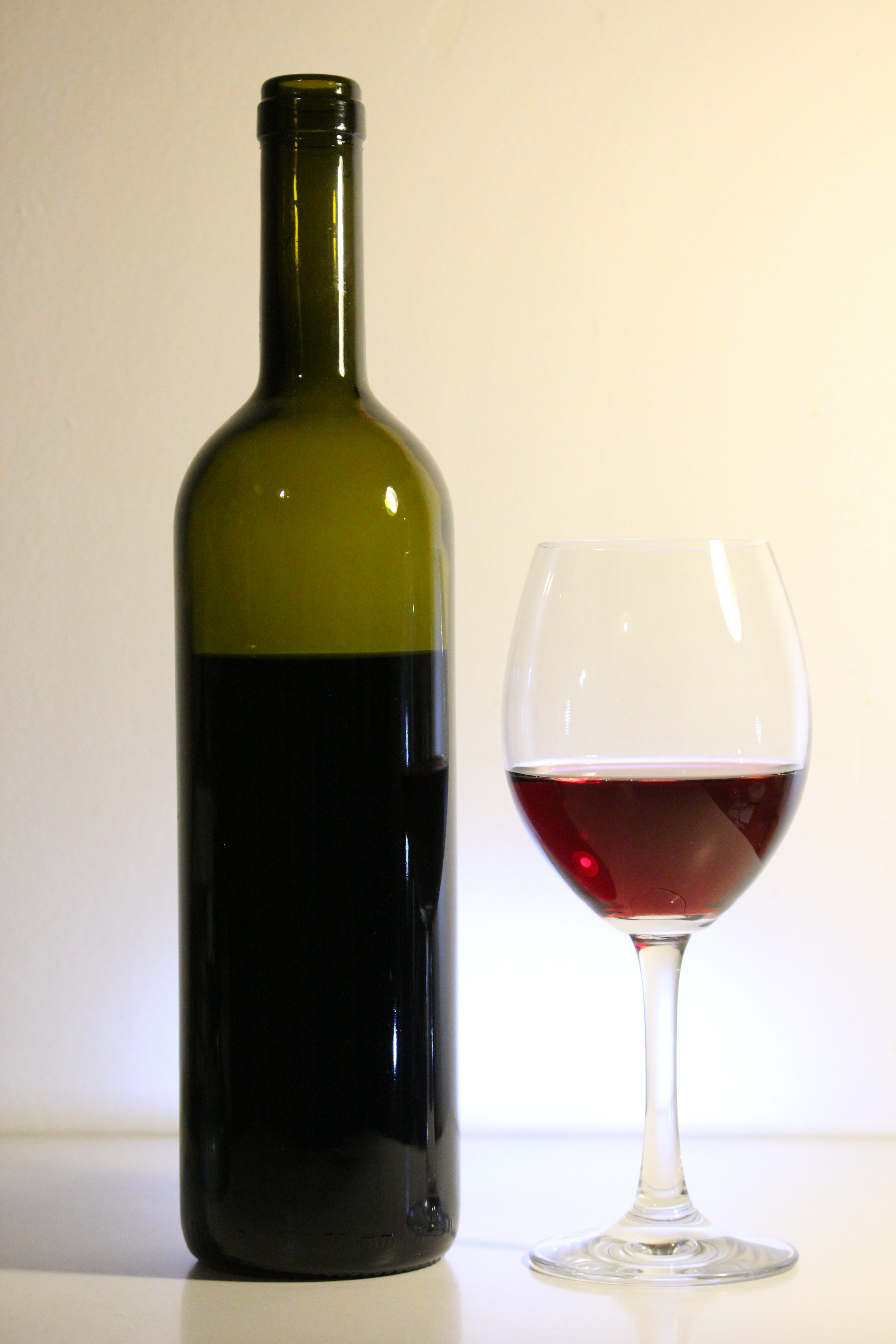
Vörösbor zöld palackban

Szubtraktív (kivonó) színkeverésnek nevezzük az olyan színkeverést, melynek során a beeső fényből bizonyos színtartományokat (hullámhossztartományokat) kihagyunk, kivonunk. A kivonó színkeverés azon alapul, hogy az anyagok a rájuk eső fehér fényből csak bizonyos színtartományokat engednek át, illetve csak bizonyos színtartományokat vernek vissza. Ezáltal az áthaladás, illetve visszaverődés utáni fényből
egyes színtartományok hiányoznak. Például a vörösbort egy zöld üvegben feketének látjuk. A borosüveg ugyanis a ráeső fehér fényből gyakorlatilag csak a zöld fényt engedi át, ezt azonban a vörösbor elnyeli.

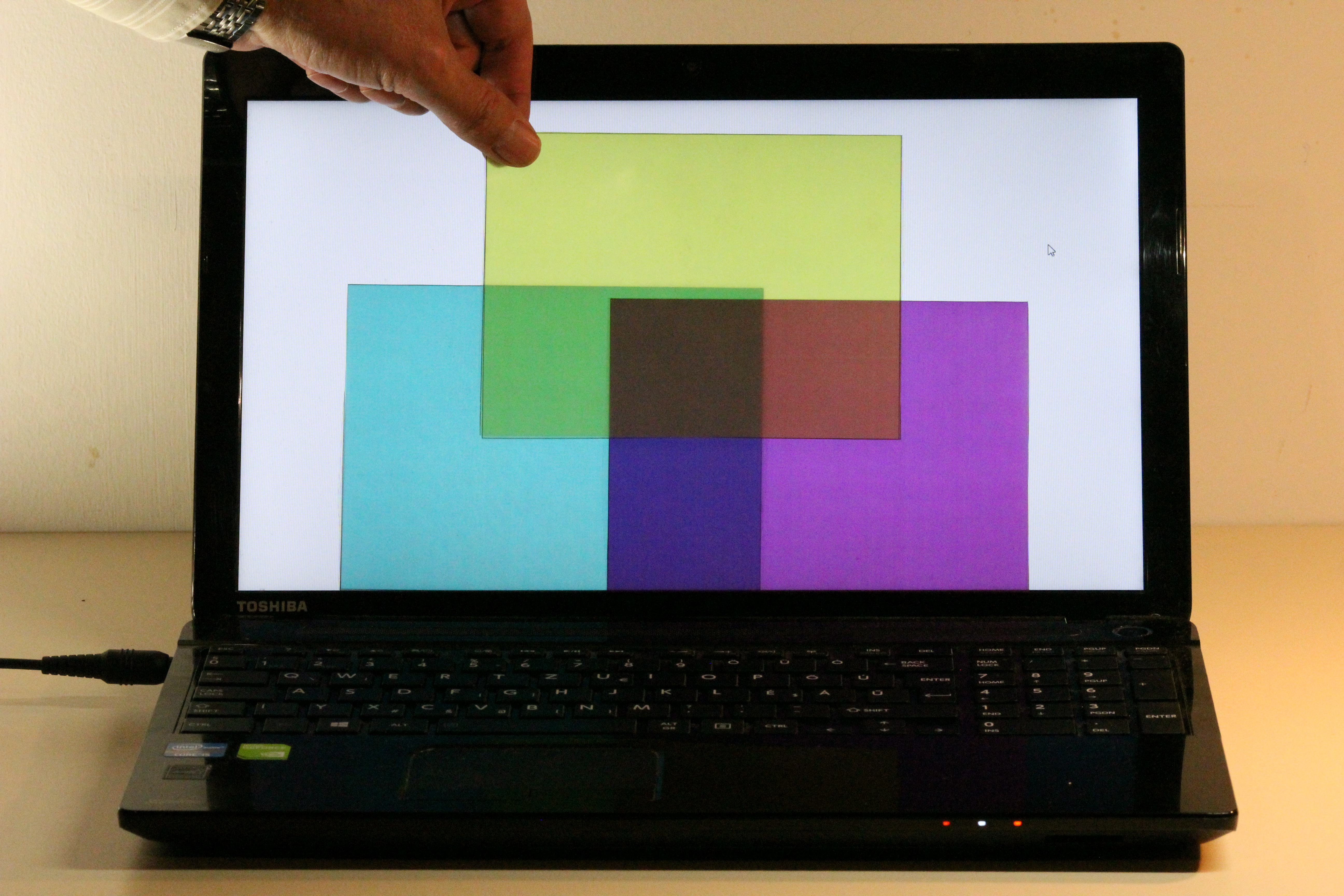
Zöldeskék, bíbor és sárga színszűrő fehér fényben

A színszűrők a színkép egy-egy tartományát elnyelik, így ahol átfedik egymást, ott csak az adott színek szubtraktív keveréke jut át. A képen egy fehér képernyő elé helyezett zöldeskék (cián), bíbor (magenta) és sárga színszűrő együttese látható. Középen a három szín szubtraktív keverése feketét eredményez.
A kivonó színkeverést a nyomdászatban színes képek (nyomatok) létrehozásához használják. Az itt használt nyomdafestékek valójában színszűrőként működnek.  A beeső, majd a papírról visszaverődő fény így kétszer áthalad ezeken a rétegeken, és így a festékrétegek szubtraktív keveréssel alakítják ki a színes képet. A szubtraktív színkeverés nyomdászatban használt változatának alapszínei a ciánkék, a bíbor és a sárga. A színkódolásnál a CMYK (cyan, magenta, yellow, key) rövidítést használják, amelyben a „key” szó a fekete színre, mint nyomdászati kulcsszínre utal. (A fekete réteg a kulcs, amely meghatározza, hogy hol mehet át fény, és hol nem.) A kivonó színkeverési módszer lényege, hogy ha például piros színt szeretnénk létrehozni, akkor sárga és bíbor színeket (nyomdafestéket) keverünk, mivel ezek elnyelik a kéket, a türkizkéket és a zöldet, a visszavert fényben csak a piros színtartomány marad meg.
A szubsztraktív színkeverés ellentéte az additív (összeadó) színkeverés.